# Rosa Hofmann
Rosa „Ratzi“ Hofmann (* 27. Mai 1919 in Linz; † 9. März 1943 in Berlin-Plötzensee) war eine österreichische kommunistische Jugendfunktionärin und Widerstandskämpferin.

## Leben

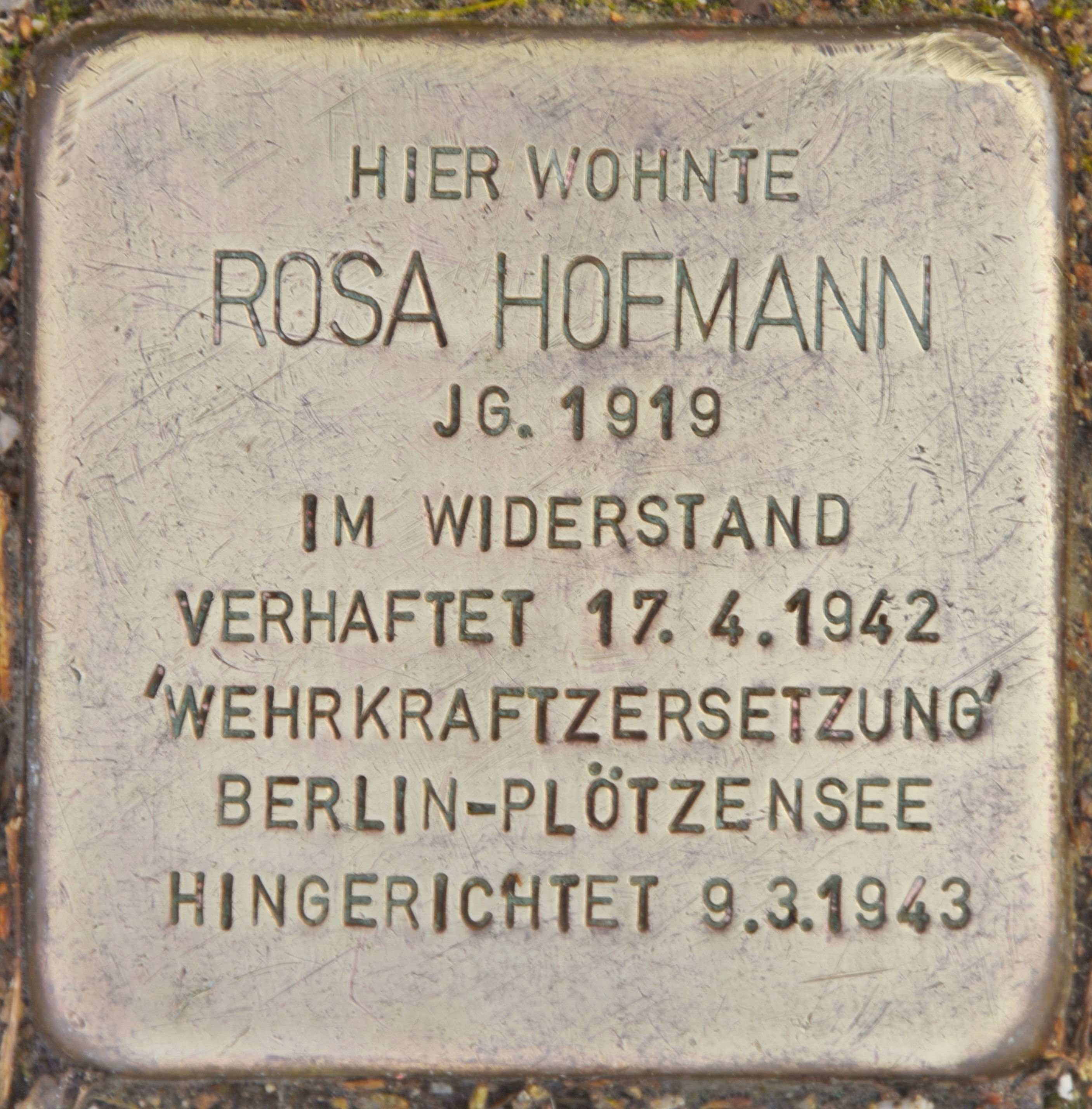
Stolperstein für Rosa Hofmann

Hofmann wuchs in Salzburg-Maxglan in einem der SPÖ nahestehenden Elternhaus auf und wurde Näherin. 1936 begann sie, sich in einer Itzlinger sozialistischen Jugendgruppe zu engagieren, die sich vor der austrofaschistischen Regierung als Abstinenzverein getarnt hatte. Später wurde sie von ihrem Freund Ernst-Paul Stoiber für den KJV angeworben und übernahm von Franz Ofner und Anton Reindl 1941 die Leitung der Salzburger Gruppe. Sie gehörte auch der von Anna Reindl geleiteten Frauengruppe an. Für die kommunistische Wiener Widerstandsorganisation „Der Soldatenrat“ vervielfältigte sie mit ihrer Gruppe Flugblätter und brachte sie in Salzburg bei Wehrmachtsangehörigen in Umlauf.
Am 16. April 1942 wurde Hofmann verhaftet und zunächst in Salzburg inhaftiert. Sie wurde schließlich nach Berlin verlegt und vor dem 6. Senat des Volksgerichtshofs unter Vorsitz des Volksgerichtsrates Robert Hartmann (Beisitzer: Landesgerichtsdirektor Dr. Lorenz, SA-Brigadeführer Daniel Hauer, SA-Obergruppenführer Heß und Kreisleiter Heinrich Reinecke) wegen Wehrkraftzersetzung in Verbindung mit landesverräterischer Feindbegünstigung und Vorbereitung zum Hochverrat angeklagt. In der Sitzung vom 15. Dezember 1942 wurde sie für schuldig befunden und zum Tode verurteilt. Ein Gnadengesuch wurde verworfen, die Hinrichtung erfolgte im Strafgefängnis Berlin-Plötzensee. Ihre sterblichen Überreste wurden dem Anatomen Hermann Stieve von der Berliner Charité übergeben, der Experimente an den Organen junger Frauen durchführte.

## Zitat
„Ich hoffe halt, daß das Gnadengesuch Erfolg hat. Wenn nicht, kann man auch nichts mehr ändern, abgefunden habe ich mich schon derzeit. Ihr glaubt nicht, wie viele dasselbe hier mitmachen wie ich. Sehnsucht habe ich nach Euch und den Bergen…“

## Gedenken

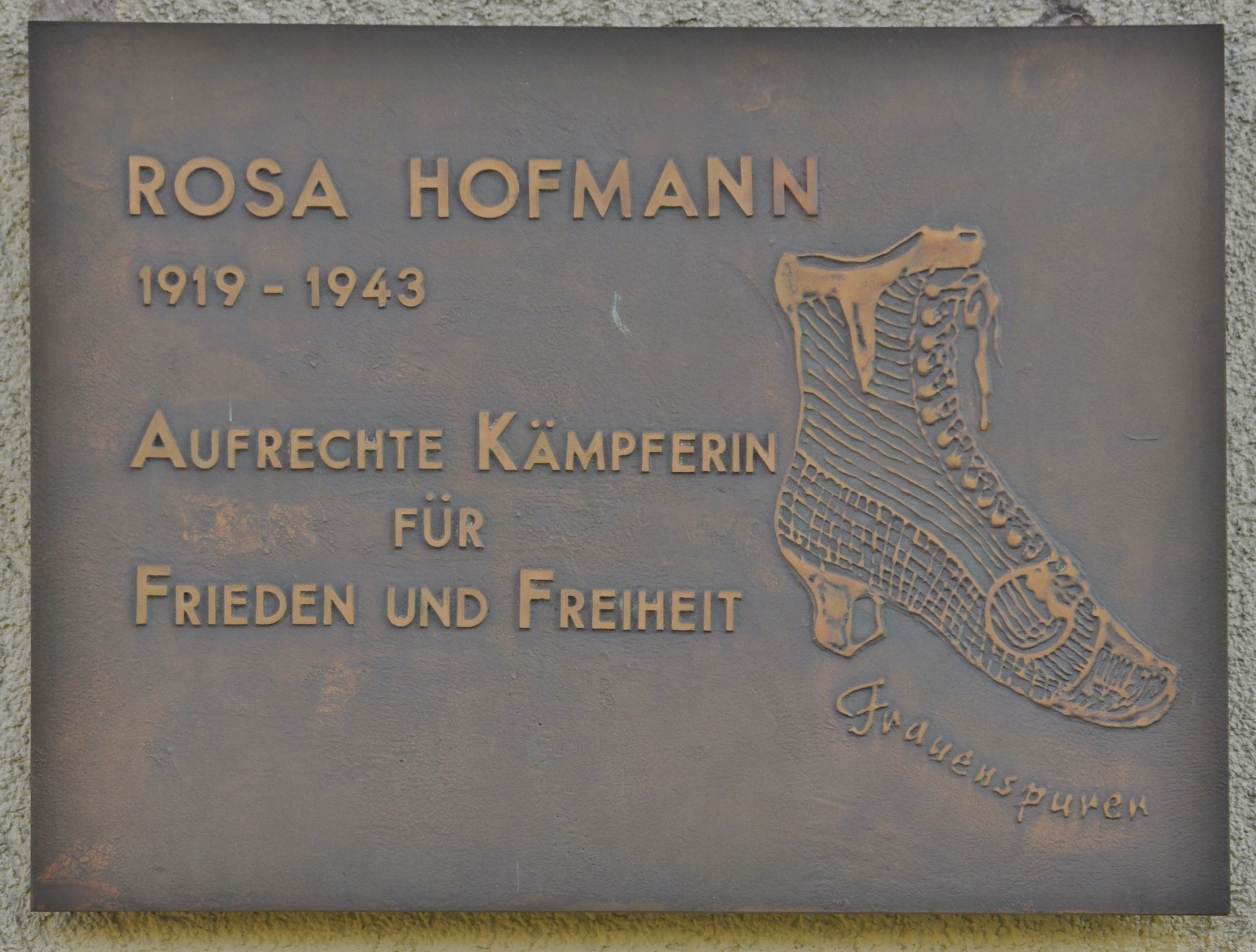
Gedenktafel für Rosa Hofmann

In Salzburg erinnern eine Gedenktafel am Wohnhaus, ein Denkmal im Stölzlpark, eine Bibliothek, ein Stolperstein und eine Straße an sie.
Anlässlich des 70. Jahrestag der Befreiung Österreichs im Mai 2015 forderte der Salzburger KZ-Verband, das Denkmal für Rosa Hofmann zu versetzen, da es sich auf einem nicht für die Öffentlichkeit zugänglichen Spielplatz eines Kindergartens befindet. Zugleich sollte das Denkmal auch um jene Frauen des politischen Widerstands erweitert werden, die ohne Verhandlung ins KZ Auschwitz deportiert und dort ermordet wurden: Josefine Lindorfer aus Hallein, Rosa Bermoser, Maria Bumberger, Anna Frauneder, Marianne Innerberger, Anna Prähauser und Anna Reindl.
Das Mahnmal für Frauen im Widerstand wurde schließlich am 27. Mai 2019 im Stölzlpark im Salzburger Stadtteil Maxglan eingeweiht. Der Gedenkstein für Rosa Hofmann wurde dazu um eine Gedenkinschrift für 17 weitere ermordete Frauen erweitert.